# Cioli Cogianco Futsal 2016-2017
Questa pagina raccoglie i dati riguardanti la Cioli Cogianco Futsal, squadra di calcio a 5 militante in serie A, nelle competizioni ufficiali del 2016-2017.

## Calciomercato

### Sessione estiva
| Giovanni Bertolini | Juvenia            |
| Fits               | Keima              |
| Gabriel Dias       | Barcellona         |
| Cristiano Fusari   | Prato              |
| Vinícius Mazoni    | Floripa            |
| Luca Pirrocco      | Capitolina Marconi |
| Lucas Vizonan      | Prato              |

| Alessandro Batella   | Virtus Fondi |
| Leonardo Del Ferraro | Olimpus Roma |
| Samuele Datti        | Ferentino    |
| Luizinho             | Real Rieti   |
| Mauricio Paschoal    | Real Dem     |
| Giovanni Pulvirenti  | Pescara      |
| Marco Scigliano      | Policoro     |
| Fabrício Urio        | Policoro     |
| Arlan Pablo Vieira   | Real Rieti   |
| Waltinho             | Pescara      |

### Sessione invernale
| Andrea Basile   | Isola      |
| Yeray Hernández | Peñíscola  |
| Luizinho        | Real Rieti |
| Pol Pacheco     | Lazio      |

| Rubén Cornejo   | Betis            |
| Federico Favale | Gymnastic Studio |
| Gabriel Dias    | ritirato         |
| Roberto Tobe    | Luparense        |

## Organico

### Prima squadra
| N° | Naz.               | Ruolo      | Sportivo             | Anno     |  |  |
| -- | ------------------ | ---------- | -------------------- | -------- |  |  |
| 1  | Italia (bandiera)  | POR        | Andrea Basile        | 25.03.93 |  |  |
| 4  | /                  | DIF        | Roberto Tobe         | 14.07.84 |  |  |
| 4  | Spagna (bandiera)  | LAT        | Yeray Hernández      | 09.11.87 |  |  |
| 5  | Brasile (bandiera) | DIF        | Gabriel Dias         | 17.11.80 |  |  |
| 6  | Spagna (bandiera)  | PIV        | Pol Pacheco          | 11.07.94 |  |  |
| 7  | Italia (bandiera)  | LAT        | Cristiano Fusari     | 03.10.91 |  |  |
| 10 | Italia (bandiera)  | DIF        | Luca Ippoliti        | 31.10.79 |  |  |
| 11 | Brasile (bandiera) | UNI        | Lucas Vizonan        | 03.06.91 |  |  |
| 12 | Brasile (bandiera) | LAT        | Luizinho             | 10.02.90 |  |  |
| 15 | Spagna (bandiera)  | LAT        | Rubén Cornejo        | 17.11.85 |  |  |
| 16 | Brasile (bandiera) | UNI        | Paulinho             | 24.09.80 |  |  |
| 19 | Brasile (bandiera) | PIV        | Fits                 | 23.05.92 |  |  |
| 22 | Italia (bandiera)  | POR        | Francesco Molitierno | 14.10.89 |  |  |
| 23 | Brasile (bandiera) | LAT        | Vinícius Mazoni      | 28.01.86 |  |  |
| -  | Spagna (bandiera)  | Allenatore | Juanlu Alonso        | 14.02.76 |  |  |

### Under-21
| N° | Naz.               | Ruolo | Sportivo           | Anno     |  |  |
| -- | ------------------ | ----- | ------------------ | -------- |  |  |
| 1  | Italia (bandiera)  | POR   | Federico Favale    | 05.07.96 |  |  |
| 2  | Italia (bandiera)  | POR   | Luca Tarenzi       | 13.02.98 |  |  |
| 3  | Italia (bandiera)  | LAT   | Luca Pirrocco      | 10.02.99 |  |  |
| 14 | Italia (bandiera)  | LAT   | Giovanni Bertolini | 22.05.98 |  |  |
| 18 | Polonia (bandiera) | UNI   | Michał Raubo       | 19.05.98 |  |  |
| 21 | Italia (bandiera)  | LAT   | Giovanni Tetti     | 14.11.96 |  |  |